# Trigger Warning
Trigger Warning är en amerikansk actionthrillerfilm som hade premiär den 21 juni 2024 på strömningstjänsten Netflix. Filmen är regisserad av Mouly Surya efter ett manus skrivet av John Brancato, Josh Olson och Halley Wegryn Gross.

## Handling
Filmen kretsar kring en kommandosoldat som avslöjar en farlig konspiration när hon återvänder till sin hemstad för att söka svar efter sin älskade fars död.

## Rollista (i urval)
- Jessica Alba – Parker
- Anthony Michael Hall – Ezekiel
- Mark Webber – Jesse
- Tone Bell – Spider
- Jake Weary – Elvis
- Gabriel Basso – Mike
- Kaiwi Lyman – Ghost
- Hari Dhillon – Mohamed